# Alfredo Pérez Rubalcaba

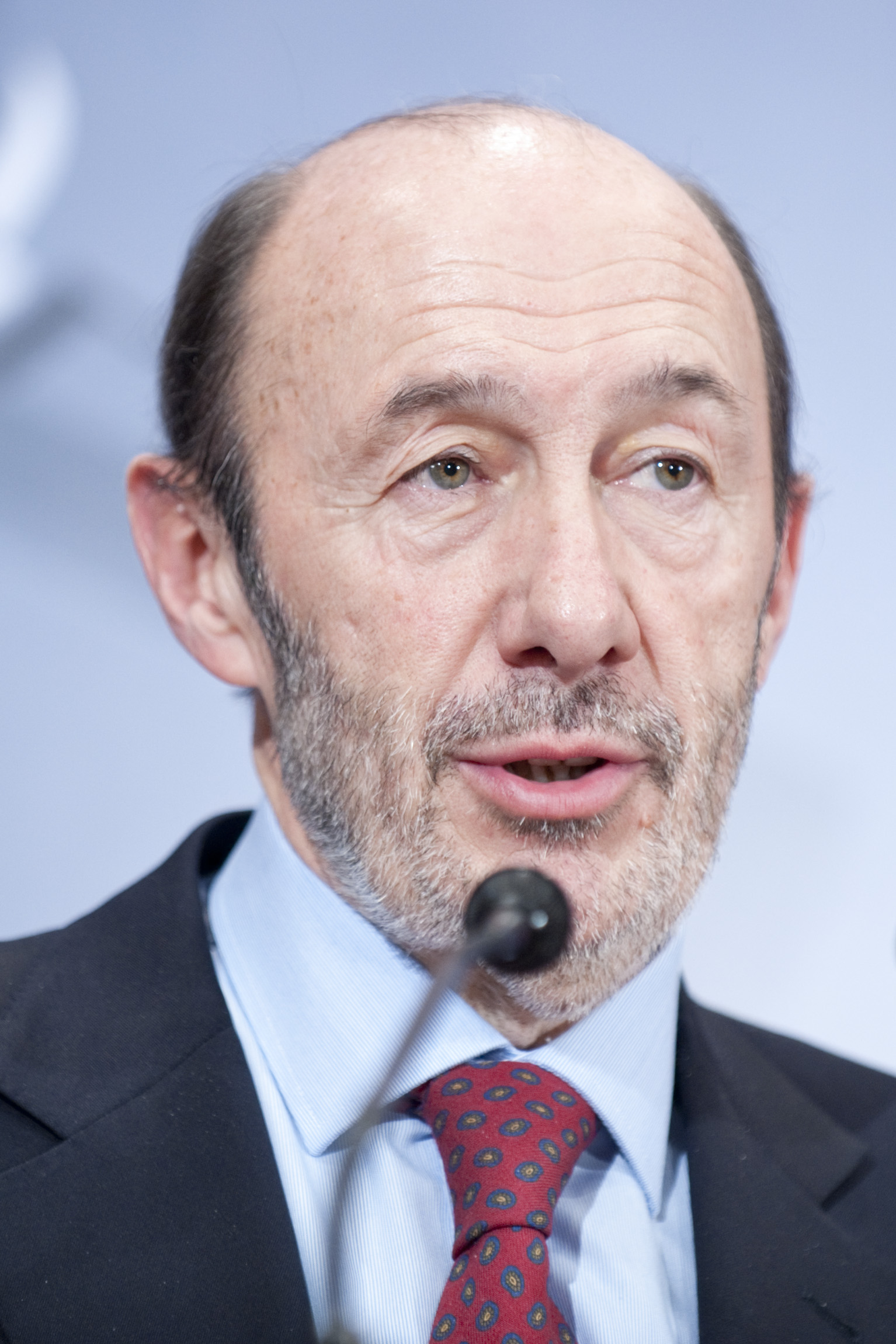
Alfredo Pérez Rubalcaba (2010)

Alfredo Pérez Rubalcaba (* 28. Juli 1951 in Solares, Medio Cudeyo, Kantabrien; † 10. Mai 2019 in Majadahonda bei Madrid) war ein spanischer Politiker und vom 4. Februar 2012 bis zum 26. Juli 2014 Generalsekretär der sozialistischen PSOE. Von April 2006 bis Juli 2011 war er Innenminister im Kabinett Zapatero. In den 1990er Jahren war er unter Felipe González Bildungs- und Wissenschaftsminister (1992–1993) bzw. Präsidentschaftsminister (1993–1996, entspricht dem deutschen Kanzleramtsminister).
Pérez Rubalcaba war Spitzenkandidat der Sozialdemokraten bei den spanischen Parlamentswahlen am 20. November 2011, bei denen seine Partei nur 110 von 350 Sitzen gewann und damit das damals schlechteste Ergebnis seit ihrem Bestehen erhielt.

## Leben
Alfredo Pérez Rubalcaba trat 1974 in die – zu jener Zeit, ein Jahr vor dem Tod des Diktators Francisco Franco, noch verbotene – PSOE ein und engagierte sich zunächst in der Bildungs- und Forschungspolitik. Im Jahr 1988 wurde er unter dem ersten PSOE-Ministerpräsidenten Felipe González zum Staatssekretär für Bildung ernannt, 1992 zum Minister für Bildung und Wissenschaft.
Nach den spanischen Wahlen von 1993, bei denen er erstmals in das spanische Parlament gewählt wurde, erhielt Rubalcaba das neu geschaffene Ressort des „Ministers für die Präsidentschaft und die Beziehungen zum Parlament“, das in etwa dem deutschen Chef des Bundeskanzleramtes entspricht.
Nach der Wahlniederlage der PSOE gegen die konservative PP 1996 wurde Rubalcaba 1997 zum Kommunikationsbeauftragten seiner Partei gewählt. In den Verhandlungen, die im Jahr 1999 auf eine Waffenstillstandsankündigung der baskischen Terrororganisation ETA folgten, wurde er  zum wichtigsten Ansprechpartner in der PSOE für die Regierung José María Aznar. Auf dem Parteikongress 2000, auf dem José Luis Rodríguez Zapatero zum neuen PSOE-Generalsekretär gewählt wurde, wurde Rubalcaba Mitglied des Parteivorstandes. Nach dem Bruch des Waffenstillstandes durch ETA handelte er im Dezember 2000 für seine Partei den „Pakt für die Freiheiten und gegen den Terrorismus“ (sog. „Antiterror-Pakt“) zwischen PSOE und PP aus.
Vor den Parlamentswahlen am 14. März 2004 war Rubalcaba für die Wahlkampfstrategie der PSOE verantwortlich. Als sich nach den Madrider Zuganschlägen vom 11. März 2004 am Vortag der Wahlen eine Menschenmenge vor dem Parteisitz der PP versammelte und die Abwahl Aznars forderte, wurde ihm von der PP vorgeworfen, diese nicht genehmigte Demonstration organisiert zu haben; der Vorwurf ließ sich aber nicht nachweisen. Nach dem Wahlsieg der PSOE am 14. März wurde Rubalcaba Vorsitzender der PSOE-Fraktion im Parlament.
Nachdem ETA am 26. März 2006 erneut einen Waffenstillstand angekündigt hatte, wurde der in Antiterrorpolitik erfahrene Pérez Rubalcaba am 11. April 2006 zum Innenminister ernannt. In diesem Amt löste er José Antonio Alonso Suárez ab, der dafür das Verteidigungsressort übernahm.
Rubalcaba verantwortete damit den Versuch der spanischen Regierung, durch einen Dialog mit der ETA ein Ende des Terrorismus zu erreichen. Diese Versuche wurden von den meisten spanischen Parteien unterstützt, stießen jedoch auf eine heftige Ablehnung seitens der PP, deren Abgeordnete ihn wiederholt kritisierten. Nach dem Bruch des Waffenstillstands durch ETA im Dezember 2006 beendete die Regierung den Dialog und verschärfte auch wieder die polizeilichen Aktionen gegen die Terrororganisation, was innerhalb kurzer Zeit zu mehreren Festnahmeerfolgen führte.
Obwohl Rubalcaba zunächst geplant hatte, sich nach den spanischen Parlamentswahlen 2008 aus familiären Gründen aus der aktiven Politik zurückzuziehen, übernahm er schließlich – vor allem auf Drängen der baskischen Sozialisten – erneut das Innenministerium. Im Oktober 2010 wurde er zudem bei einer Kabinettsumbildung als Nachfolger von María Teresa Fernández de la Vega erster Vizeregierungschef.
Nachdem Zapatero im April 2011 angekündigt hatte, bei den nächsten Wahlen, die bei einem regulären Ende der Legislaturperiode im März 2012 angestanden hätten, nicht erneut für das Amt des Ministerpräsidenten zur Verfügung zu stehen, kürte die PSOE Pérez Rubalcaba zu ihrem Spitzenkandidaten für die Parlamentswahlen 2012. 
Um sich dieser Aufgabe widmen zu können, trat er im Juli 2011 von allen Regierungsämtern zurück. Am 29. Juli 2011 kündigte Ministerpräsident Zapatero vorzeitige Neuwahlen an, die am 20. November 2011 stattfanden und für die PSOE verloren gingen.
Nach den Wahlen übernahm Pérez Rubalcaba den Fraktionsvorsitz und wurde am 4. Februar 2012 auf dem 38. Parteitag der PSOE auch zum Nachfolger Zapateros im Amt des Generalsekretärs der Partei gewählt, wobei er sich nur mit knapper Mehrheit gegen seine Mitbewerberin Carme Chacón durchsetzte. Mitte 2014 erklärte er seinen Rückzug aus der Politik, sein Nachfolger als PSOE-Generalsekretär wurde Pedro Sánchez.  
Pérez Rubalcaba starb im Mai 2019 in einem Krankenhaus in Majadahonda an den Folgen eines zwei Tage zuvor erlittenen Schlaganfalls.